# ウィンチェスター M1200
ウィンチェスター M1200（Winchester Model 1200）は、ウィンチェスター・リピーティングアームズの西部事業部であったオリン社（当時、オリン・マシソン・ケミカル）が開発した散弾銃。Modelを省略したM1200とも表記される。

## 開発
M1200は、ウィンチェスターM12を更新する安価な散弾銃として1964年に開発された。少数がアメリカ陸軍によって採用され、1968年-翌年にかけてベトナム戦争で使用されており、短命であったとはいえ敵に奪取される危険が迫った場合の取り扱い命令が行われている。これは、遺棄された散弾銃からスペアパーツを再利用可能であるため、それを阻むために破壊することが目的であった。破壊が必須とされた主要パーツは機関部・弾倉・銃身・銃剣アッセンブリー、ボルトグループ、トリガーガードグループである。軍用モデルは市販品と銃としては同一であり、冷却孔が設けられたハンドガード・負い紐用の回り継ぎ手・着剣金具が追加されている。
M1200の後継は、ウィンチェスター社の従業員が設立したU.S. リピーティングアームズにより1983年に開発されたウィンチェスターM1300であり、2006年の倒産まで生産された。

## 機構
M1200は、銃身長20インチ（50.8cm）、口径12ゲージの手動ポンプアクション式散弾銃である。スライド部は銃身の下に設けられ、前後に動かすものである。装弾数はチューブ型弾倉に4発、これに薬室に装填した1発を加えた5発が上限となる。撃鉄が内蔵されて外部に露出しないハンマーレス式であり、撃鉄と撃針が一体化されているのではなく、撃針のみが雷管を作動させるために用いられる。輸送・保管を容易とする、分解が可能な構造を有していた。
M1200は、散弾銃としてはじめて回転式ボルトを採用した銃であり、4つのロッキング・ラグが銃身と噛み合う構造である。また、ウィンチェスター社の特許であるWinchokeシステムを組み込んだ最初の散弾銃でもあり、チューブの交換により容易にチョーク（絞り）の変更を可能としていた。

## 銃剣
軍用モデルは、先端に銃剣の装着が可能である。銃剣を使用するシチュエーションとしては、白兵戦・捕虜の警備・暴動への対処が想定されている。最も用いられた銃剣は、1917年にM1917エンフィールドの銃剣として採用されたM1917である。これは、第一次世界大戦後、M1903を制式ライフルとして維持したため、M1903に装着できないM1917の余剰が大量に存在し、これを着剣可能な散弾銃を設計したことに端を発するものである。

## 型式
Model 1200
標準型。
Model 1200 ディフェンダー（Defender）
6発入りの弾倉を使用可能とした型。3インチ6発か、2・3/4インチ7発を給弾可能であった。
Model 1200 ポリス（Police）
ニッケルでメッキが施された銃身・弾倉を持つ弾倉拡大型。
テッド・ウィリアムス Model 200
シアーズで販売された標準型。
Model 1200 ハンティング（Hunting）
28インチ（71.12cm）の銃身と5発入りの弾倉とした型。
Model 2200
カナダ市場向けに銃身・銃床の長さを調節した型。
Model 120
量販店で販売された廉価版。
レンジャー Model 120（Ranger）
スポーツ用品店で販売された廉価版。
Model 1300
5発入りの弾倉を使用する性能向上型。
Model 1300 ディフェンダー（Defender）
7発入りの弾倉を使用する型。チェコ軍に採用された。
Model 1300 マリーン（Marine）
ニッケルでメッキが施された銃身・弾倉を持つ弾倉拡大型。
この他M1300には、数種の派生型がある。

## 採用する組織
- アメリカ陸軍
- チェコ軍